# Phylidonyris undulatus
Phylidonyris undulatus là một loài chim trong họ Meliphagidae.